# Canon de 75 mm modèle 1897
Die Canon de 75 mm modèle 1897 war ein leichtes französisches Feldgeschütz, das vor allem im Ersten Weltkrieg eingesetzt wurde und durch die Kombination verschiedener neuer Funktionen die Artillerie revolutionierte. Üblicherweise wurde das modèle im Namen zu mle verkürzt. Daneben existierten noch zahlreiche andere inoffizielle Bezeichnungen wie etwa einfach die französische 75er.

## Die Geschütztechnik während des 19. Jahrhunderts
Bis weit ins 19. Jahrhundert hinein war die Feuergeschwindigkeit von Geschützen durch verschiedene Faktoren begrenzt:
- Wegen der starken Rauchentwicklung des verbrennenden Schwarzpulvers war die Sicht auf den Gegner nach jedem Schuss eine Zeit lang behindert. Zudem waren die Stellungen einfach am immensen Pulverqualm auszumachen.
- Das Laden war umständlich und zeitaufwendig, da Kanonenkugel und Treibladung keine Einheit bildeten und daher getrennt in den Lauf eingeführt werden mussten. Zudem musste das Rohrinnere vor jedem neuen Schuss sorgfältig von glimmenden bzw. brennenden Pulverrückständen gereinigt werden.
- Wegen des Rückstoßes und des daraus resultierenden unruhigen Stands beim Schuss musste das Geschütz nach jeder Schussabgabe neu auf das Ziel ausgerichtet werden.
- Die Vorderladergeschütze waren nur langsam zu laden und umständlich zu reinigen. Die Bedienung musste zu diesen Verrichtungen jedes Mal ihre Deckung verlassen.

## Neuerungen zu Ende des 19. Jahrhunderts

### Raucharmes Pulver und neue Munitionstypen
Hauptartikel: Rauchschwache Pulver, Granate, Munition
In den 1880er-Jahren wurde das Schwarzpulver nach und nach durch neue rauchschwache Pulver auf Nitrozellulosebasis abgelöst, so konnte die Sichtbehinderung minimiert werden und die Stellungen waren nicht mehr so leicht an ihren Rauchwolken auszumachen. Zudem besitzen diese heute noch üblichen Treibmittel einen deutlich höheren Energiegehalt als Schwarzpulver. Durch die größere Energiedichte konnten wesentlich höhere Mündungsgeschwindigkeiten erreicht werden, was wiederum erhebliche Vorteile brachte. Zum einen konnten die Schussbahnen bei gleicher Reichweite deutlich flacher gehalten werden oder die Reichweiten bei idealem Anstellwinkel deutlich vergrößert werden. Durch die höhere Geschossgeschwindigkeit in Zusammenspiel mit neuen, strömungsgünstigen Geschossformen wurde zudem die Durchschlagleistung enorm erhöht.
Durch die Entwicklung von Brisanzgranaten und Schrapnellgeschossen konnte der Kampfwert der Artillerie im Vergleich zu dem mit der bis dahin üblichen Munition (z. B. Kanonenkugeln, Kartätschen) insgesamt deutlich gesteigert werden. Neue Munition mit integriertem Treibsatz und Zündvorrichtung ermöglichte einen deutlich schnelleren Ladevorgang als bei herkömmlichen Vorderladern oder Kartuschentreibsätzen. Eine Vorform dieser Patronenmunition war die zunächst deutscherseits unter anderem für die 7,7-cm-Feldkanone 96 eingesetzte Munition, bei der Geschoss, Treibladung und Zündhülse noch getrennt waren.

### Hydropneumatische und hydromechanische Rückstoßdämpfung
Hauptartikel: Rohrrücklauf
Um das ständige Neurichten des Geschützes überflüssig zu machen, wurden verschiedene Brems- und Rückholvorrichtungen entwickelt, die den Rückstoß durch einen kontrollierten Rohrrücklauf aufnehmen und das Rohr danach wieder in die Ausgangsposition bringen sollten. Dabei ist das Geschützrohr nicht mehr starr mit der Lafette verbunden. Beim Schuss bleibt die Lafette stehen, und nur das Rohr läuft in der Rohrwiege zurück. Ein Teil der Rückstoßenergie wird gespeichert und schiebt das Rohr anschließend wieder in die Ausgangslage zurück. Grundsätzlich gibt es zwei Funktionsprinzipien: Hydropneumatisch und Hydromechanisch.
Ein weiterer Vorteil der stillstehenden Lafette ist, dass das Geschütz mit einem Schutzschild und mit Sitzen für die Bedienmannschaft ausgerüstet werden kann.

### Schnellfeuergeschütze
Hauptartikel: Schnellfeuergeschütz
Durch die oben genannten Entwicklungen in Verbindung mit dem Aufkommen von Hinterladergeschützen und der damit verbundenen Entwicklung von geeigneten Verschlussmechanismen konnten Ende des 19. Jhd.s erste Schnellfeuergeschütze entwickelt werden.

## Die Entwicklung derCanon de 75 mle 1897
Bereits 1891 wurde im Arsenal von Bourges eine experimentelle 57-mm-Kanone getestet, die die neuesten technischen Merkmale in sich vereinte. Allerdings erfüllte die verwendete Brems- und Vorholvorrichtung noch nicht alle Erwartungen.
Aus diesem Prototyp entwickelten die Ateliers de Puteaux (Waffenhersteller in Puteaux) unter der Leitung von Oberstleutnant Deport ab 1892 eine 75-mm-Kanone, wobei der Schwerpunkt der Arbeit auf der Verbesserung des Rohrrücklaufs lag. Dabei wurden Lösungen aus früheren französischen Entwicklungen sowie des Systems von Haussner kombiniert. Neben der neuen Brems- und Vorholvorrichtung wies die Canon de 75 mle 1897 noch mehrere andere Merkmale auf, die es zwar teilweise schon vorher gab, die aber erstmals in einem serienreifen Geschütz kombiniert wurden:
- Verwendung von einteiliger Patronenmunition: Die Granate war wie bei einer Gewehrpatrone fest mit der Kartuschenhülse aus Messing verbunden; somit konnten beide zusammen in den Lauf geschoben werden;
- Verbesserungen an der Visiereinrichtung;
- Verwendung eines Schnellfeuerverschlusses: Im Gegensatz zu den bis dahin verwendeten Verschlüssen des Systems de Bange konnte der Verschluss mit einem Handgriff geöffnet und wieder geschlossen werden;
- Verwendung eines Wiederspannabzuges, der in der Ruhelage entspannt ist und erst beim Abziehen automatisch gespannt wird (verhindert ein unbeabsichtigtes Abfeuern);
- Eine Lafette mit einem Erdsporn, der den Rücklauf des Geschützes aufhält. Beim ersten Schuss grub sich dieser in den Boden ein und stabilisierte das Geschütz bei allen weiteren Schüssen zusätzlich. Der Sporn konnte noch zusätzlich eingegraben werden, um die Rohrerhöhung und damit die Reichweite des Geschützes zu erhöhen.

Die Canon de 75 mle 1897 war damit das erste echte Schnellfeuergeschütz unter den damals existierenden Feldgeschützen. Die Canon de 75 mle 1897 konnte etwa 15 bis 20 Schuss pro Minute abgeben, während die deutsche 7,7-cm-Feldkanone 96 gerade einmal die halbe Anzahl erreichte. Durch das Erscheinen der französischen 75er waren die Feldgeschütze anderer Länder praktisch über Nacht veraltet. So musste beispielsweise die soeben erst eingeführte deutsche 7,7-cm-Feldkanone 96 modernisiert werden. Sie erhielt ebenfalls eine Brems- und Vorholvorrichtung sowie einen Schnellfeuerverschluss mit Wiederspannabzug und wurde fortan als 7,7-cm-Feldkanone 96 n/A („neuer Art“) bezeichnet. Die herausragenden Merkmale der 75er wurden in der Folge auch von anderen Staaten grundsätzlich für ihre Geschütze übernommen. In der konstruktiven Gestaltung gab es jedoch teilweise erhebliche Unterschiede. Deutsche und englische Konstruktionen verwendeten bspw. Fall- und Schubblockverschlüsse oder andere Brems- und Vorholmechanismen.

## Eigenschaften derCanon de 75
Aus den vorgenannten Merkmalen ergeben sich verschiedene konstruktive Details, die typisch für dieses Geschütz sind und auch bei neueren französischen Konstruktionen verwendet wurden.

### Der Verschluss

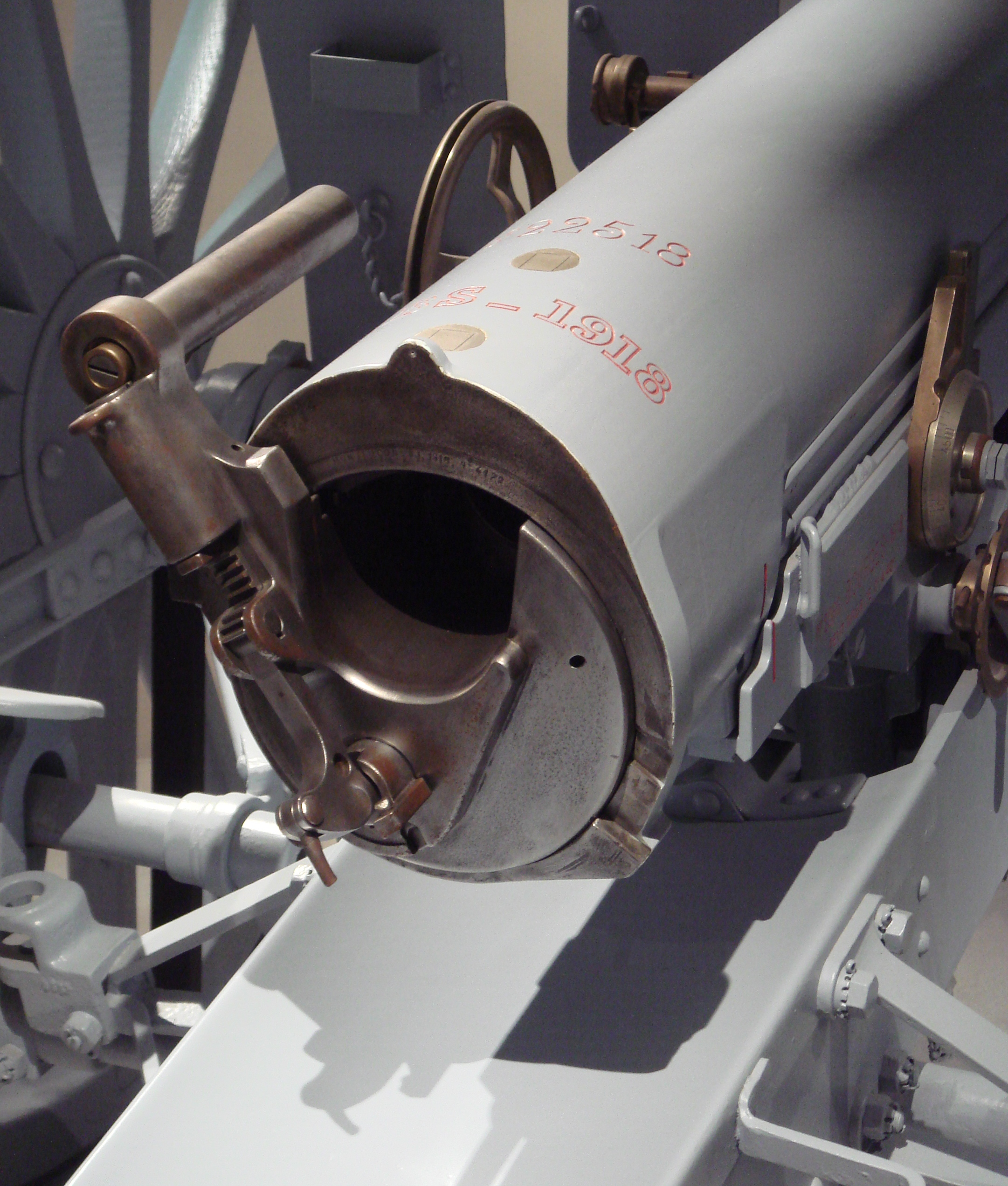
Verschluss der Canon de 75 mle 1897 (geöffnet)

Vor allem die besondere Ausführung des Verschlusses der französischen 75-mm-Kanone blieb sehr charakteristisch für diese Waffe. Er wurde von der in Frankreich ansässigen Firma des schwedischen Konstrukteurs Thorsten Nordenfelt entwickelt. Das Bodenstück war dabei zylindrisch mit einer Aussparung an einer Seite. Da sich die Drehachse unterhalb der Achse des Geschützrohres befand, gab die Aussparung in der Ladestellung das hintere Ende des Rohres frei. In dieser Stellung wurde das Geschütz geladen. Durch eine Rechtsdrehung des Verschlusses um 120° wurde das Geschütz schussbereit gemacht. Nach dem Entfernen des linksseitigen Anschlages konnte der Verschluss durch einfaches Herausdrehen entfernt werden.
Der Verschluss hatte gegenüber den bis dahin in Frankreich sehr häufig eingesetzten De-Bange-Verschlüssen klare Vorteile. Es musste nicht mehr gekurbelt und geschwenkt, sondern nur noch die 120°-Drehung vollzogen werden. Die Hülse wurde durch einen hinter dem Verschluss liegenden Auswerfer aus dem Rohr ausgestoßen. Durch den leicht zu entfernenden Verschluss waren Wartung und Reinigung des Geschützes einfach. Durch die sehr einfache Konstruktion war der Verschluss wenig anfällig für Störungen und Schmutz.

### Der Brems- und Vorholmechanismus

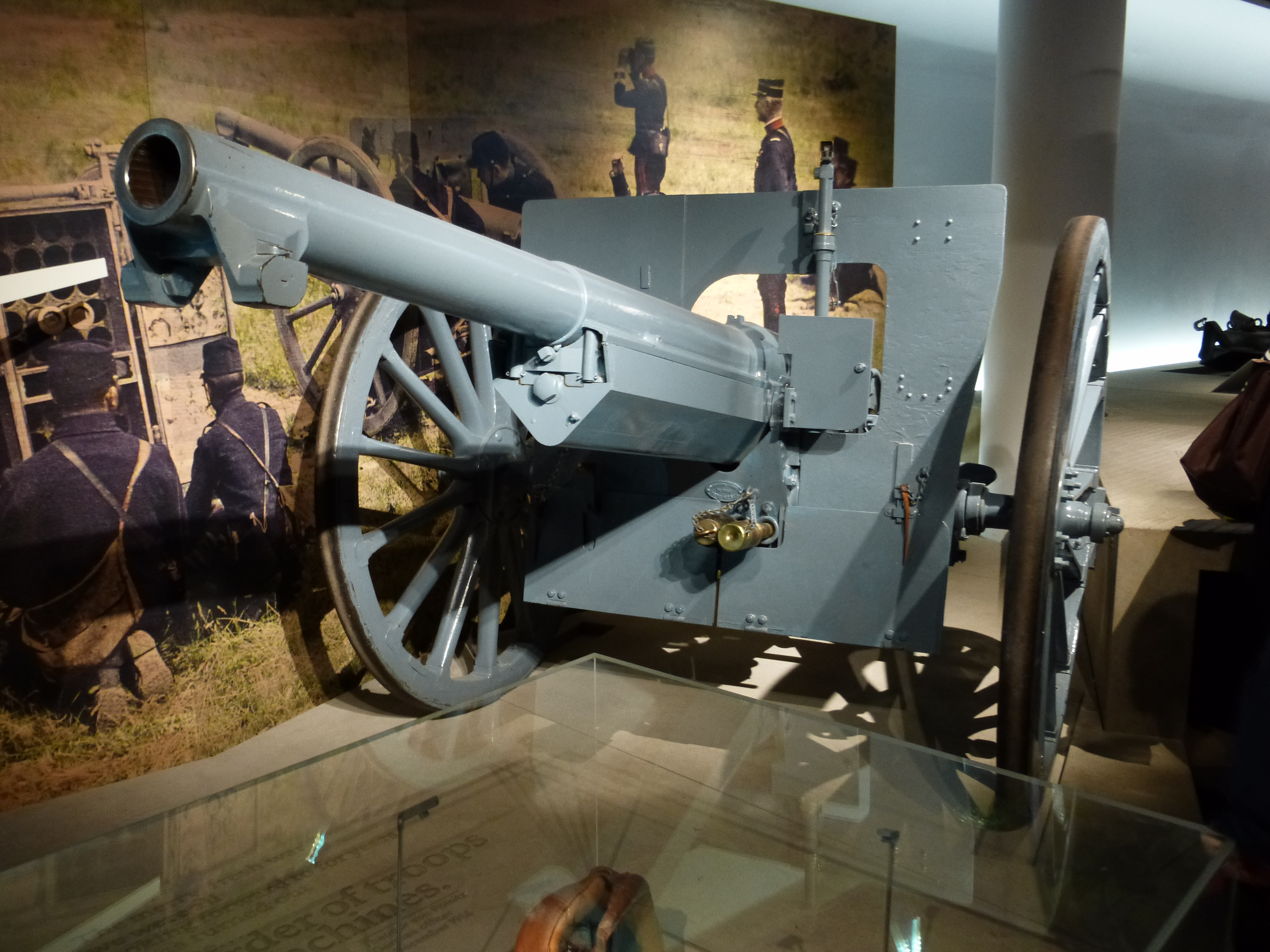
Rohr mit Führungsrollen

Der Brems- und Vorholmechanismus der 75er ist ein hydropneumatisches System. Das Rohr ist fest mit einem Hydraulikzylinder verbunden. Durch den Rückstoß wird das inkompressible Fluid gegen eine Gasblase in einem Rohr gedrückt. Dieser mit einem kompressiblen Fluid gefüllte und gegen den Hydraulikzylinder mit einer Membrane isolierte Bereich nimmt die Rückstoßenergie auf und führt das Rohr zurück. Durch eine geeignete Gestaltung der Zylinder und Leitungen kann die gewünschte Dämpfer- und Rückholwirkung erreicht werden.
Ein weiteres Charakteristikum der Rohrbremse sind die zwei Führungsrollen an der Rohrmündung. Sie dienen dazu, das Rohr beim Rücklauf auf der Wiege zu führen. Die zusätzliche Führung ist notwendig, da das Rohr mit 1093 mm einen sehr langen Rücklaufweg aufweist. Er entspricht 39,82 % der Rohrlänge.

### Verwendete Munition
Ursprünglich existierten für die Canon de 75 mle 1897 zwei Arten von Geschossen:
- Sprenggranaten mit einer Masse von 5,5 kg, davon 825 g Sprengstoff;
- Schrapnellgranaten von 7,2 kg Masse, die mit 290 Bleikugeln gefüllt waren.

Im Laufe des Krieges kamen weitere Geschossvarianten hinzu:
- Wegen Materialmangels Sprenggranaten aus Gusseisen, die eine größere Wandstärke benötigten und eine Masse von bis zu 7,2 kg aufwiesen;
- Die Obus-D-Sprenggranate aus Stahl für größere Reichweiten. Sie hatte ebenfalls eine Masse von 7,2 kg, wovon 285 g auf den Sprengstoff entfielen.

| Kenngrößen der verschiedenen Geschosse | Daten                                                        |
| -------------------------------------- | ------------------------------------------------------------ |
| Mündungsgeschwindigkeit                | 529 m/s (Schrapnell)                                         |
|                                        | 584 m/s (Sprenggranate)                                      |
|                                        | 525 m/s (Obus D)                                             |
| Schussweite                            | 9.800 m (schwere Granate, Lafettenschwanz eingegraben)       |
|                                        | 11.000 m (Obus D, Lafettenschwanz eingegraben)               |
|                                        | 6.800 m (Standardgranate, Lafettenschwanz nicht eingegraben) |

Bereits Ende 1914 zwang der Munitionsmangel die französische Armee zur Verwendung von Aushilfsgeschossen. Diese wurden zumeist von zivilen Firmen aus Gusseisen-Vollmaterial gebohrt und gedreht und besaßen zum Teil ein aufgeschraubtes Kopfstück. Dies führte 1914/15 zu massiven Qualitätsproblemen und einer statistischen Quote von einem Rohrkrepierer auf 3.000 Schuss. Erst im Laufe der Zeit bekam man diese Probleme wieder einigermaßen in den Griff. Die französische Armee besaß keine Einheitsgeschosse wie die deutsche oder österreichische Feldartillerie.

### Transport und Bedienung
Jedes Geschütz besaß eine eigene Protze. Sie trug neben 72 Schuss Munition auch eine Zünderstellmaschine. Mit deren Hilfe konnte die Brenndauer der Schrapnellzünder schnell und unkompliziert eingestellt werden. Das aufgeprotzte Geschütz wurde von vier oder sechs Pferden gezogen. Das Geschütz wurde von drei Soldaten bedient.

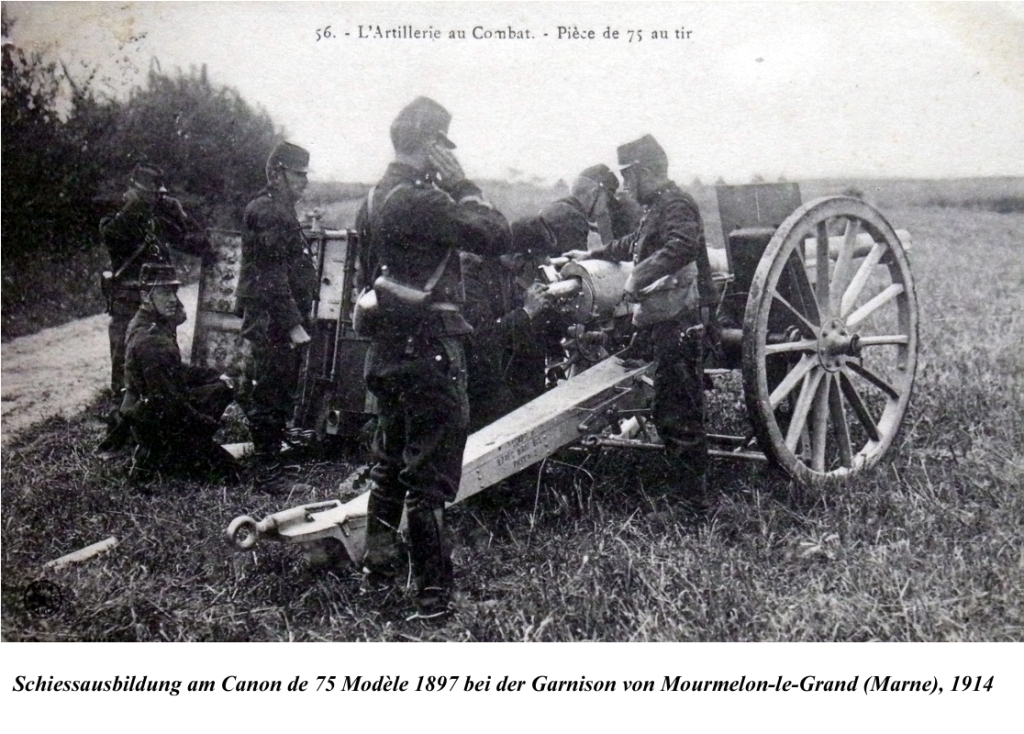
Pièce de 75 Mle 1897, Schießausbildung

## Einsatz im Ersten Weltkrieg

### Frankreich

#### Feldkanone
Mitte 1914 besaß die französische Armee (Artillerie) knapp 4.000 Exemplare der Canon de 75 mle 1897. Auch zahlreiche andere Staaten verwendeten die Kanonen im und nach dem Ersten Weltkrieg, darunter Polen, Griechenland, Portugal, Irland und mehrere baltische Staaten. Insgesamt wurden in Frankreich über 17.000 Stück gebaut; dazu wurden 200 Millionen Schuss Munition produziert. Auch die US Army verwendete ab 1917 diesen Geschütztyp; etwa 1.000 Exemplare wurden in den USA in Lizenz hergestellt. Eine der amerikanischen Geschützbatterien wurde von Captain Harry S. Truman kommandiert, der später Präsident der Vereinigten Staaten wurde.
Einige wenige Exemplare wurden als Hauptwaffe in spätere Modelle des schweren französischen Panzers St. Chamond eingebaut.

#### Flugabwehrkanone

##### Canon de 75 mm M.97 sur plateforme cicrulaire M. 1911

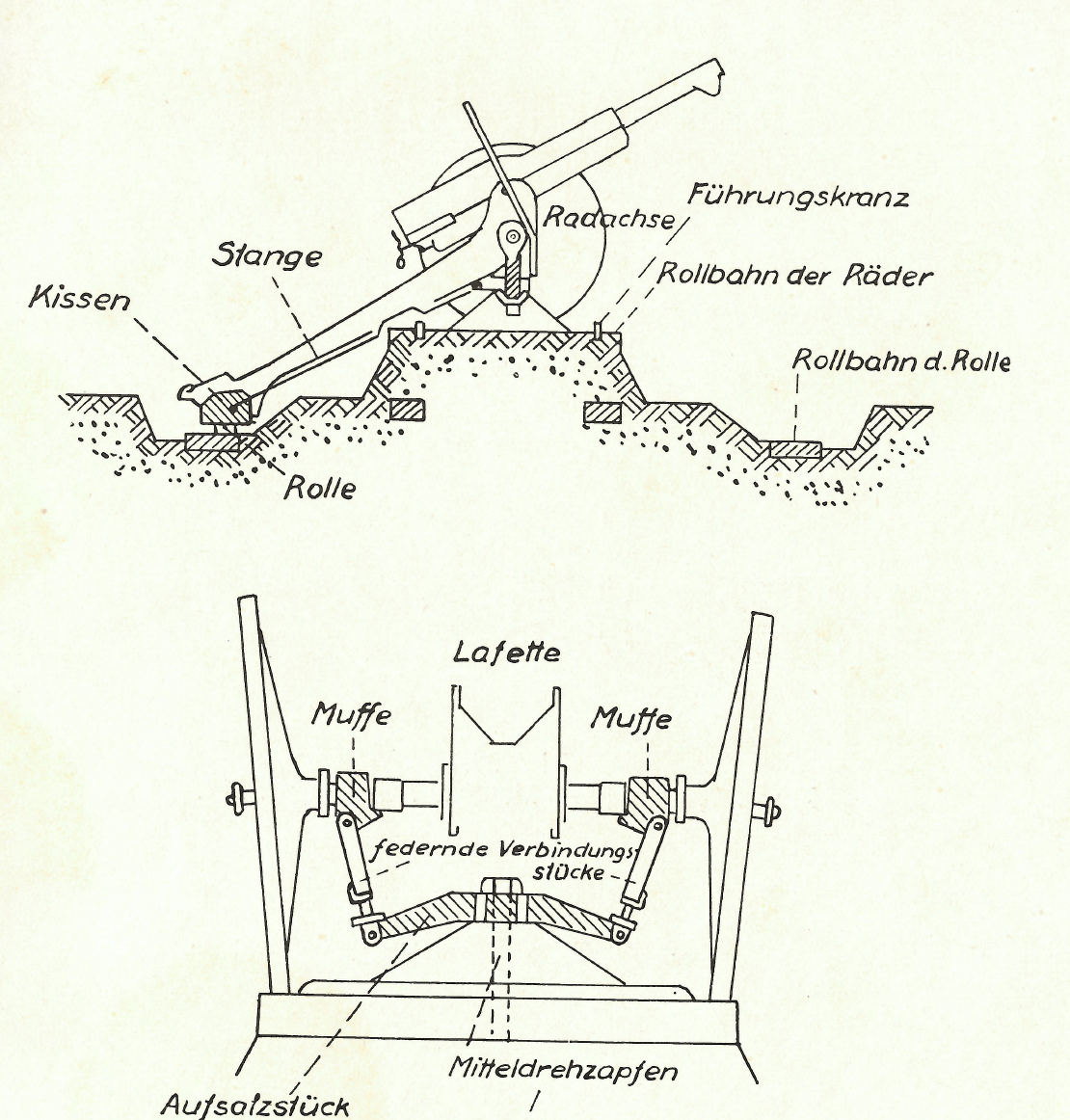
Canon de 75 mm M.97 sur plateforme cicrulaire M. 1911

Von Frankreich wurde die Canon de 75 mm modèle 1897 auch als Flugabwehrkanone eingesetzt. Sie erhielt die Bezeichnung Canon de 75 mm M.97 sur plateforme cicrulaire M. 1911 (deutsch: 7,5-cm-Feldkanone M.97 auf Kreisbettung M. 1911). Bei diesem Umbau ruhten die Lafettenräder auf einer Kreisbettung, welche in ihrem Mittelpunkt einen starken, senkrechten Drehzapfen hatte. Der Lafettenschwanz, an dem eine mit einem Kissen versehene Rolle befestigt war, ruhte auf einer mit Holzbelag versehenen Rinne. Die Räder rollten dabei mittig auf einer Rollbahn. Damit konnte das gesamte Geschütz schnell und leicht um 360 Winkelgrad gedreht werden. Dennoch war der Höhenrichtbereich, aufgrund der unveränderten Nutzung der Canon de 75 mm modèle 1897 sehr gering.

##### Canon de 75 mm M.97 sur plateforme M. 1915

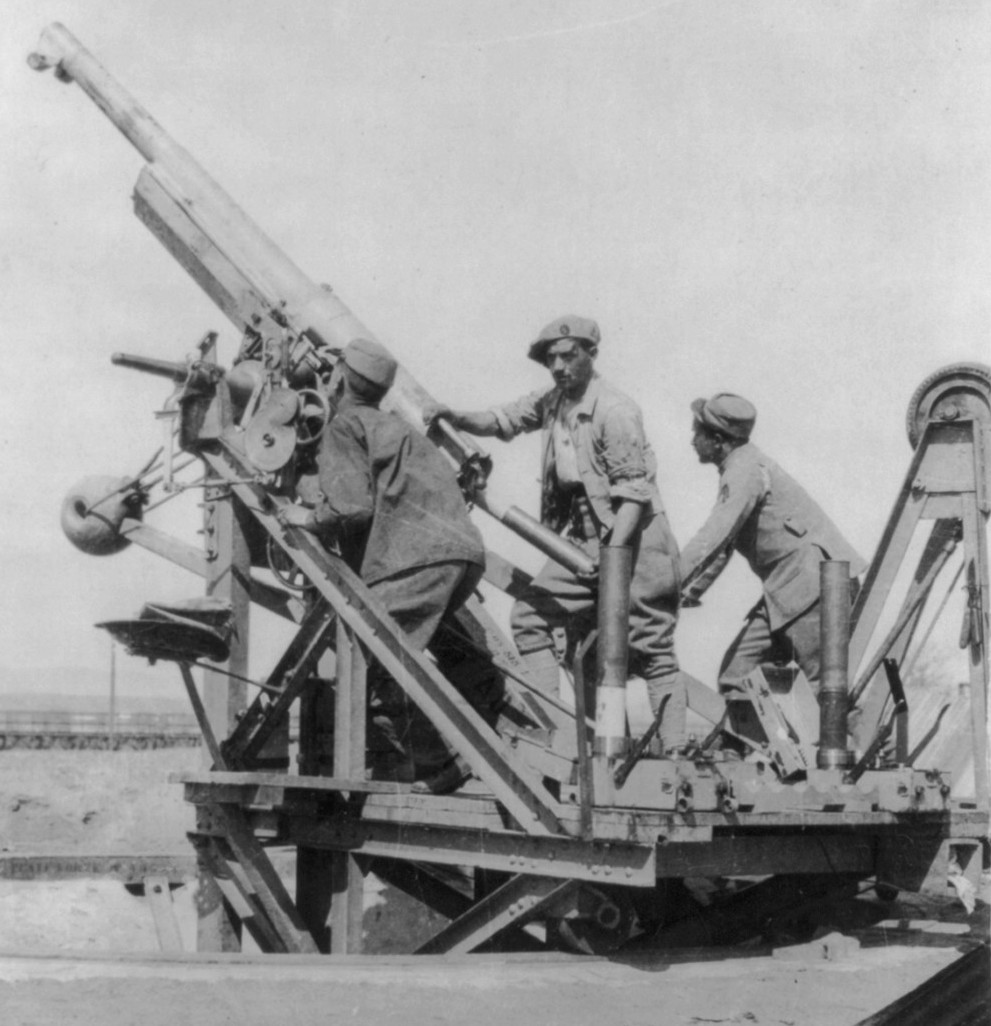
Canon de 75 mm M.97 sur plateforme M. 1915

Im Jahr 1915 begann die französische Armee eine verbesserte Lafettenkonstruktion für die Canon de 75 mm modèle 1897 zu entwickeln und als Flugabwehrkanone einzusetzen. Das Lafettengestell bestand aus zwei senkrecht aufgestellten Seitengerüsten, welche mit Querverbindungen verbunden waren. Im oberen Ende des Gestells befand sich ein Lager zur Aufnahme einer Lafettenradachse. Eine untere Querverbindung trug den senkrechten Drehzapfen. Das Gerüst verfügte am hinteren Teil über ein Gestell mit Trittblechen, welches in der Mitte unterbrochen ist. Das gesamte Gerüst wurde auf einer Grube aufgestellt und mit einem verankerten Sockel drehbar verbunden. Auf dem Umkreis der Grube wurde ein eiserner Rollkranz befestigt, auf dem das Gerüst über zwei Rollen lief.
Das Geschütz wurde ohne Räder, Schilde und Radbremse auf das Gerüst gelegt. Der Lafetteschwanz wurde durch die Aussparung in der Mitte der Trittbleche durchgeführt und mit einem Kabel an der Protzöse festgehalten. Das Kabel wurde auf einer Winde aufgerollt und diente als Hilfe zum Richten der Flugabwehrkanone in der Höhe. Hierbei konnte das Geschütz zwischen +12 und +85 Winkelgrad gerichtet werden. Das seitliche Richten fand mithilfe von Handrädern statt. Musste das Geschütz schnell gedreht werden, konnte die per Hand umgesetzt werden. Das gesamte Geschütz mit Bettung konnte zerlegt und transportiert werden. Die Bettung wurde dabei auf zwei Lastkraftwagen geladen, während das Geschütz auf einer seiner Protze und Radlafette transportiert wurde. Das Aufbauen der Flugabwehrkanone dauerte um die zwei Stunden.

##### Canon de 75 mm M.97 sur automobile
Um die Canon de 75 mm modèle 1897 als Flugabwehrkanone mobil zu machen, wurde sie auf einen speziellen Kraftwagen montiert. Dabei wurde das Geschützrohr mit den Schildzapfen auf einer Rohrwiege nach hinten versetzt und ruhte auf einem Sockel. Dieser Sockel wurde fest mit der Karosserie des Kraftwagens verschraubt. Um das Vordergewicht des Geschützrohres aufzuheben, wurde ein Federausgleicher verbaut, dessen Federn sich in zwei Zylindern befanden. Die Rohrrücklaufbremse mit einem Luftvoholer war identisch mit der originalen Feldkanone. Auf der neuen Lafette war es möglich, das Geschütz zwischen 0 und +70 Winkelgrad in der Höhe zu bewegen. Das Seitenrichtfeld betrug 240 Winkelgrad, da das Geschützrohr nicht direkt nach hinten gerichtet werden konnte. Um das Geschütz abfeuern zu können, wurde der Rahmen des Kraftwagens durch vier Schraubenwinden angehoben. Dadurch wurden die Räder und die Federung entlastet, da der Kraftwagen in der Luft schwebte. Um den Kraftwagen gegen Umwerfen zu sichern, wurde er zusätzlich im Boden verankert.

##### Canon de 75 mm M.97 sur remorque
Da sich der tote Winkel nach hinten auf dem Kraftwagen beim Feuern als sehr störend und nachteilig erwies, suchte man nach einer schnellen Lösung. Daher montierte man das Geschütz auf einen Anhänger und ließ diesen durch eine Zugmaschine ziehen. Im Grunde war das Geschütz identisch zu dem, welches auf dem Kraftwagen stand. Der Anhänger selber bestand aus einer Plattform mit zwei luftbereiften Rädern. Bei der Schussabgabe wurde der Anhänger ebenfalls durch vier Schraubenwinden angehoben und die Räder und Aufhängung damit entlastet.

### Deutsches Kaiserreich
Während des Krieges erbeuteten die deutschen Truppen mehrere Geschütze und nutzten sie unter der Bezeichnung 7,5-cm-Feldkanone L/36 M. 97 weiter. Um die deutsche Munition mit dem Kaliber von 7,7 cm nutzen zu können, wurden die Rohre von der Friedrich Krupp AG aufgebohrt und das Geschütz als 7,7-cm-leichte Feldkanone L/35 (Kp). Da am Anfang des Krieges der Bedarf an Flugabwehrkanonen rapide anstieg, wurden durch Krupp alle erbeuteten Feldkanonen umgebaut, um gegen Luftziele eingesetzt werden zu können.

## Einsatz bis 1945

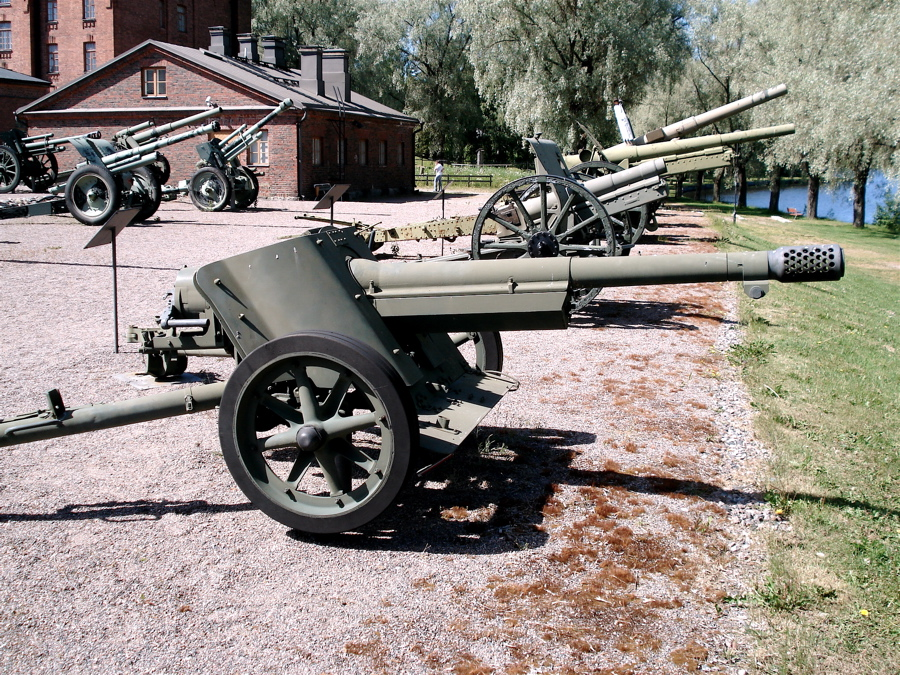
Deutsche PaK 97/38

Etwa 4500 Stück der Canon de 75 mle 1897 wurden von der französischen Armee noch zu Beginn des Zweiten Weltkriegs verwendet, wenn sie auch inzwischen statt der Speichenräder meist Gummireifen besaß, in einigen Fällen auch eine Spreizlafette. Die deutsche Wehrmacht erbeutete während der Eroberung von Polen und Frankreich mehrere Tausend Exemplare und verwendete sie unter den Bezeichnungen:
- 7,5-cm-F K 97 (p)
- 7,5-cm-F K 231 (f)
- 7,5-cm-F K 284 (j)
- 7,5-cm-F K 341/1 (a)
- 7,5-cm-F K 341/2 (a)
- 7,5-cm-Flak 97 (f)

Über 3700 Exemplare ließ sie zu Panzerabwehrkanonen mit Spreizlafette (von der PaK 38) und Mündungsbremse umbauen, die dann unter der Bezeichnung 7,5-cm-PaK 97/38 vor allem an der Ostfront gegen die sowjetischen Panzer eingesetzt wurden.
Auch die US Army verwendete diesen Geschütztyp vereinzelt noch im Zweiten Weltkrieg (teilweise auf Halbkettenfahrzeugen montiert), und zwar sowohl im Pazifik als auch in Nordafrika.

## Gekürzte Variante
In den Galopin Zwillingsdrehversenktürmen 75R05 der französischen Festungen wurde das Geschütz mit gekürztem Rohr verwendet. Die Bezeichnung lautete Canon de 75 mm modèle 1897 R (R steht für „raccourci à tir rapide“ und bedeutet „gekürzt – Schnellfeuer“).